# Spartans Football Club Women's and Girl's
Maillots
Actualités
Le Spartans Football Club Women's and Girl's est un club écossais de football féminin, basé à Édimbourg. Le club participe à la première division du championnat d'Écosse de football féminin depuis 2008. L'équipe dispute des matchs à Ainslie Park.

## Histoire
Le club est créé en 1985. Il connait dans les vingt premières années de son histoire des noms successifs : Hailes United, Edinburgh Star, Tynecastle, Bonnyrigg Rose et Whitehill Welfare. C'est sous ce dernier nom qu'il est promu en première division du championnat écossais en 2004. Après deux saisons sour le nom d'Edinburgh Ladies, l'équipe, à l'occasion d'un rapprochement avec le club masculin des Spartans, prend la forme actuelle de sa dénomination
En 2007, le club remporte la Coupe de la Ligue écossaise de football féminin Il porta lors le nom de Edinburgh Ladies. Il atteint ensuite à trois reprises la finale de la compétition (2009, 2010 et 2011).
Le club termine à deux reprises en 2008-2009 et 2010-2011 à la deuxième place du championnat d'Écosse, à chaque fois devancé par le géant de la compétition Glasgow City Football Club.

## Palmarès
- Coupe de la Ligue écossaise de football féminin
  - Vainqueur en 2007

- Championnat d'Écosse
  - Deuxième en 2008-2009 et 2010-2011